# 水燈節 (東南亞)

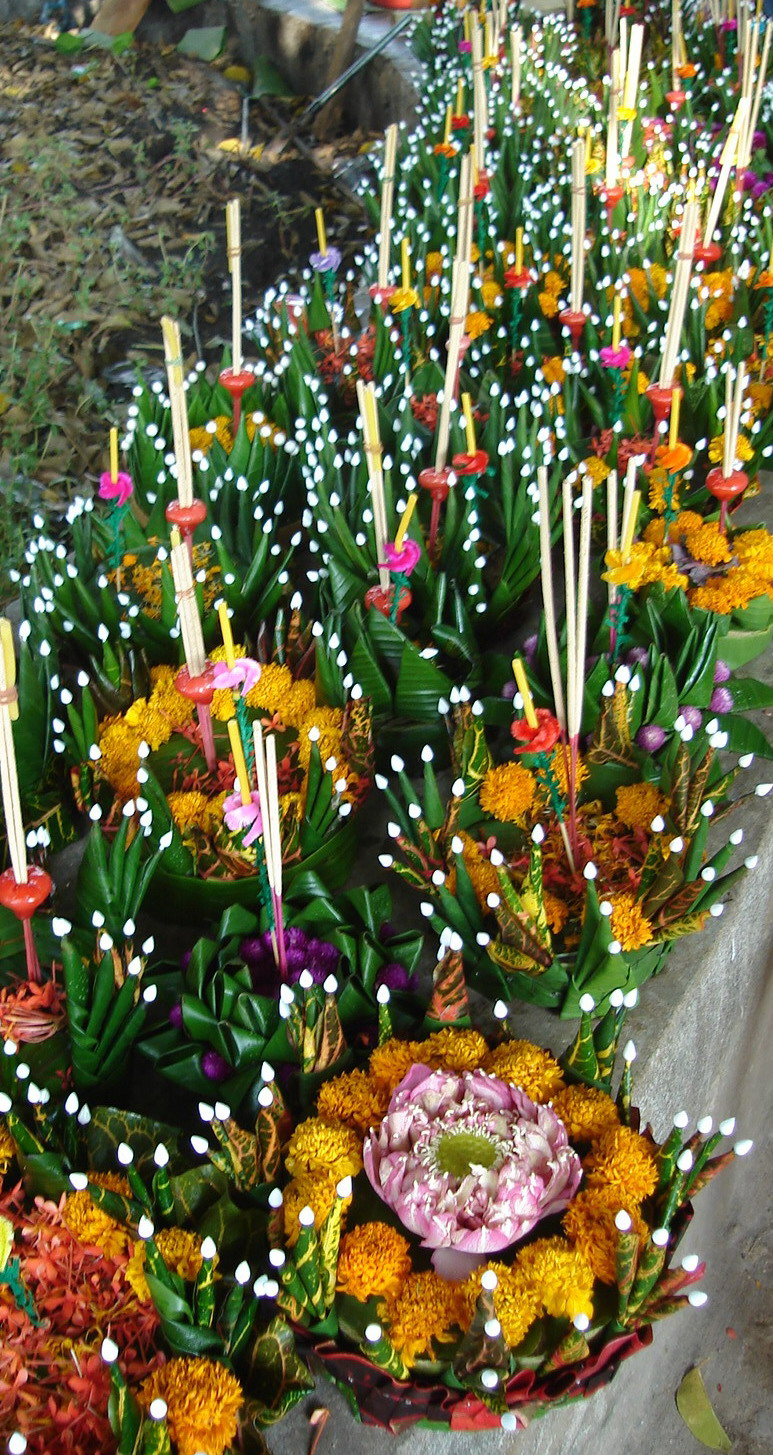
水灯

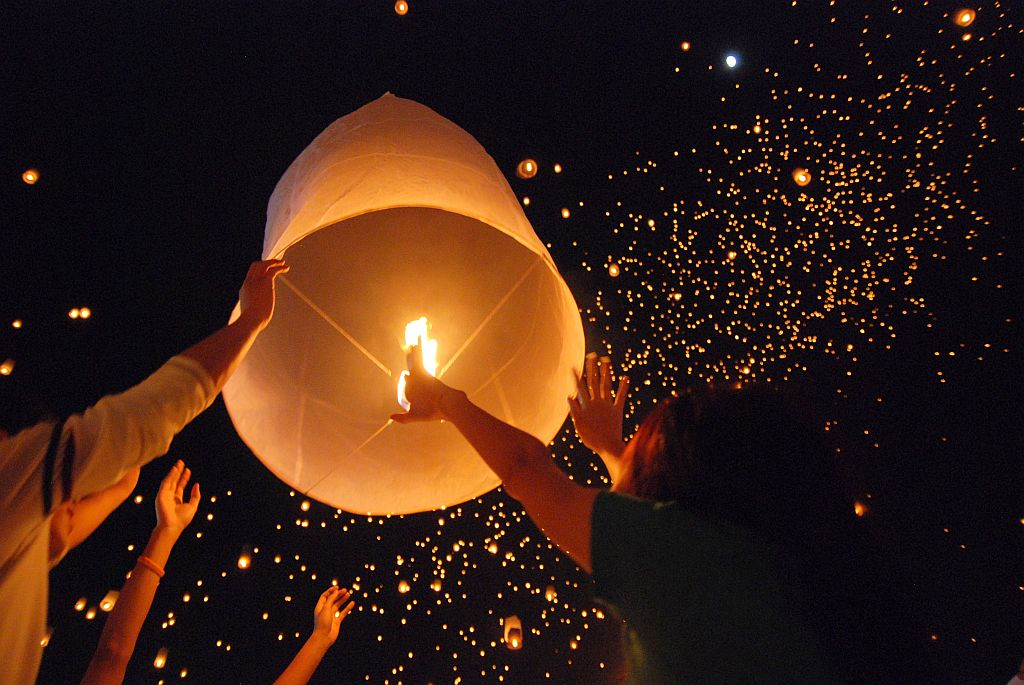
点着孔明灯

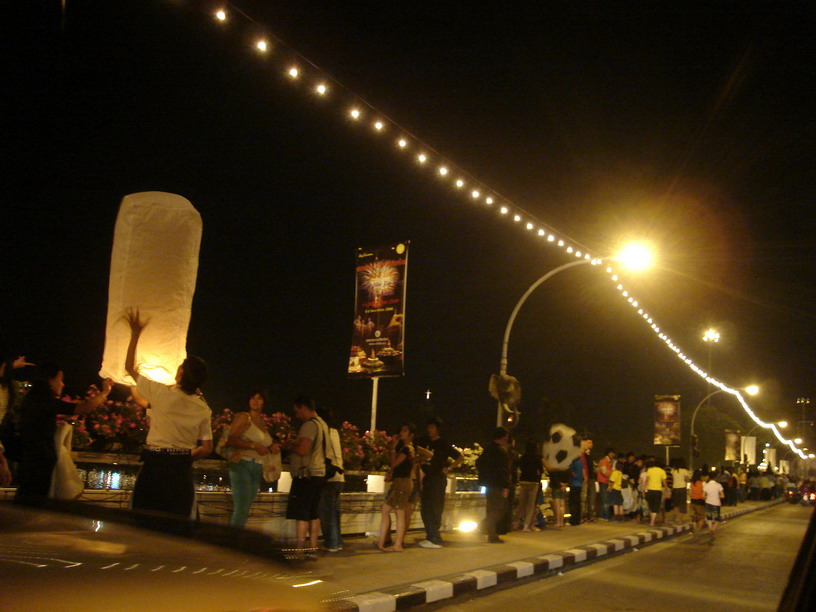
曼谷市民竞放孔明灯

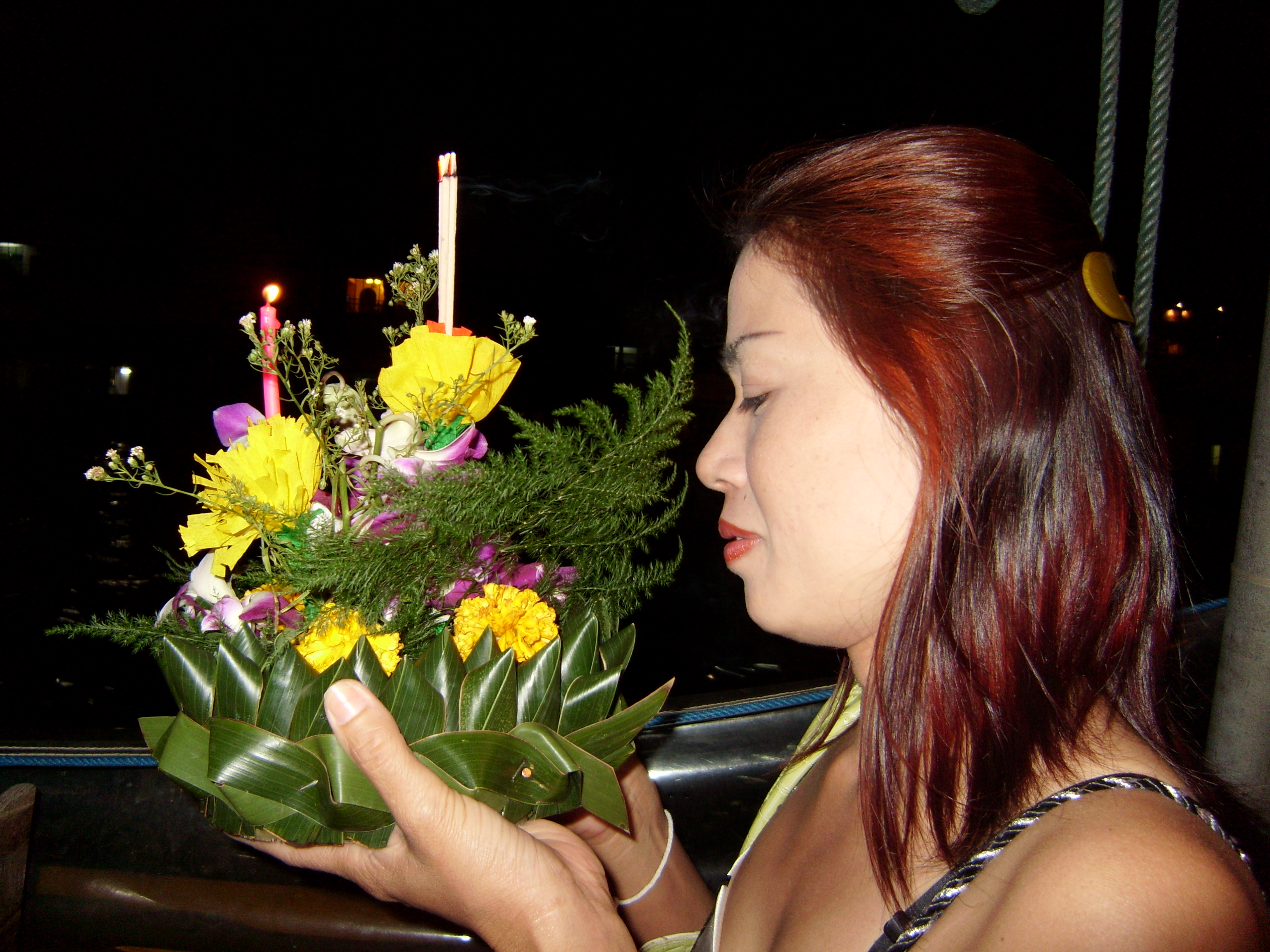
一只造好的水灯

水灯节（英語：Loi Krathong）是泰国、寮國、斯里蘭卡, 柬埔寨和缅甸部分地区的传统节日，即每年泰國陰曆十二月十五日（公历10月/11月，農曆10月15日）。每逢水灯节的夜晚，无论是城市或在乡镇，只要是频临河港或湖边的地方，水面上都会飘满水灯。
在这雨季过后的这一时期，泰国正是河水高涨的季节。按照泰国传统习俗，泰国人将在水灯节当天将亲手制作的水灯放入河流中，以寄托心中的愿望和祝福。
关于水灯节的起源，还没有一个较权威的说法，据说就是泰国的史书记载也纷纭复杂，莫衷一是，民间流传更有多种版本。其中的一种说法认为，水灯节始于800多年前的泰国的素可泰王朝。那时，每年泰國陰曆12月15日月圆时节，居民都聚集于首都庆祝“灯节”，而國王必循例龙舟游河，王后及妃嫔亦随圣驾游幸，其时臣民可以嬉水于河中，随后在国王的主持下，全城大放烟花，彻夜欢腾。但这个关于水灯节起源的传说还没有得到公认。　